# Colloredo-Sudhaus

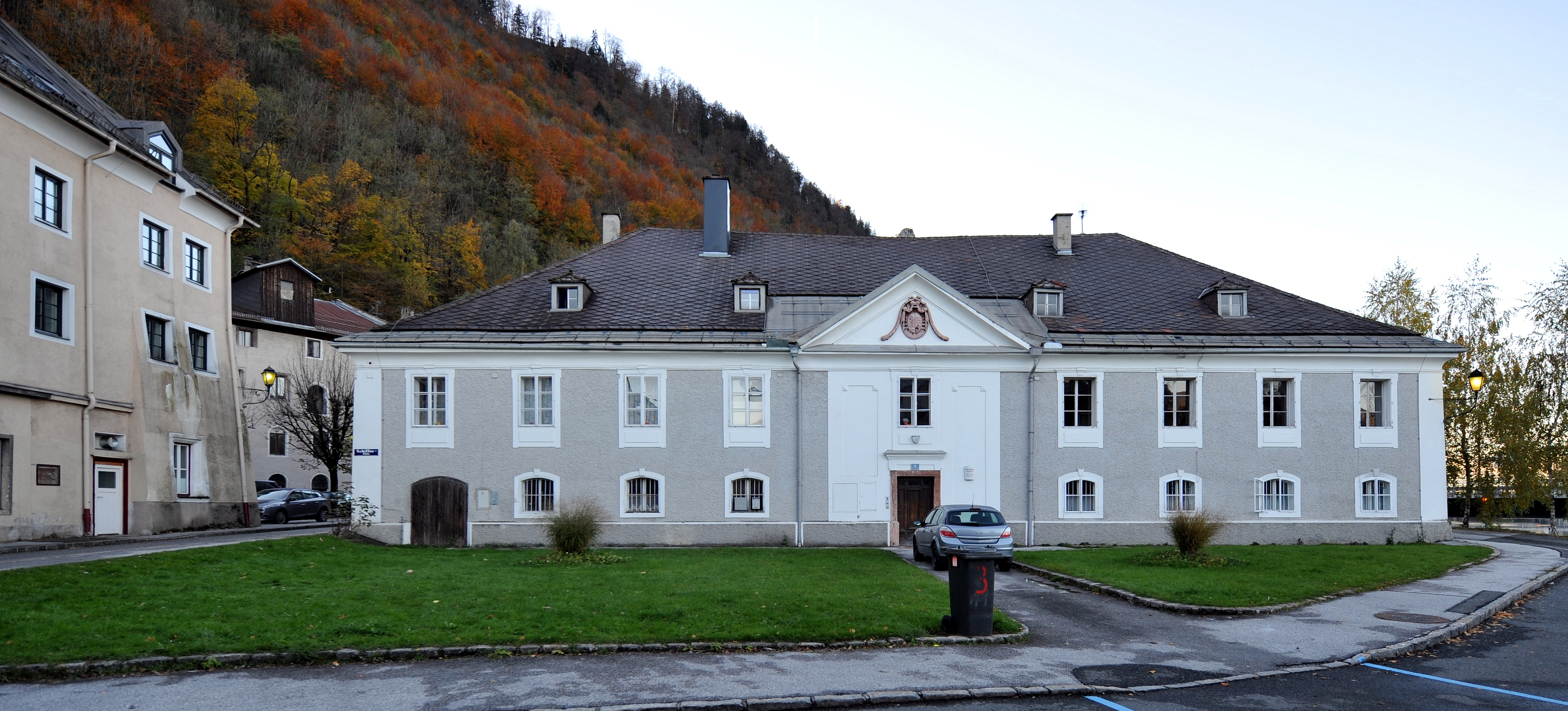
Colloredo-Sudhaus, Vorderfront am Schifferplatz

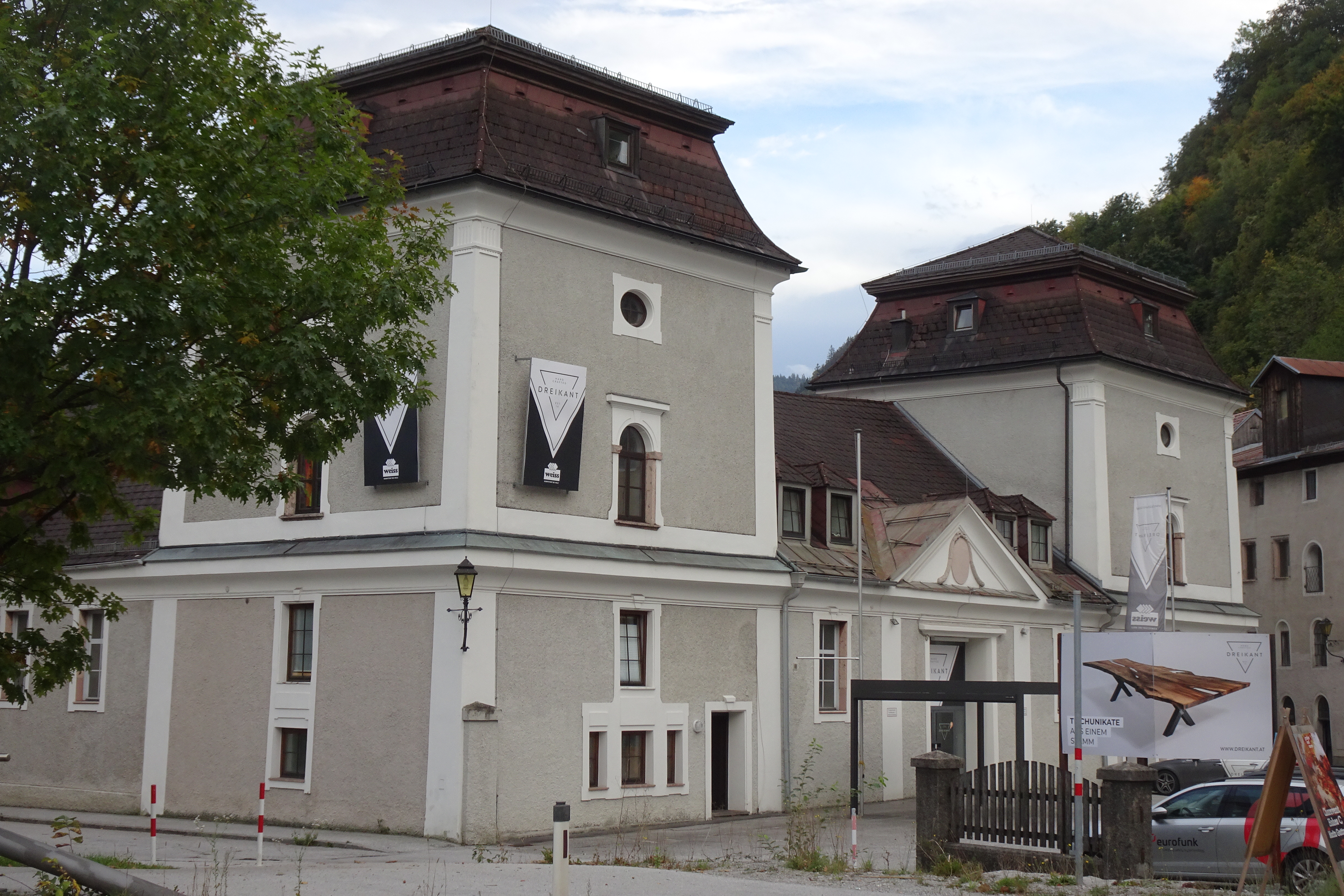
Rückfront

Das Colloredo-Sudhaus ist ein Gebäude in der Stadt Hallein im gleichnamigen Bezirk von Salzburg (Schifferplatz 3).

## Geschichte
Das Gebäude wurde um 1798 unter Erzbischof Hieronymus Colloredo erstmals urkundlich erwähnt. Es wurde als Sudhaus erbaut, spielte in der Salzerzeugung aber keine Rolle, da sich die gesamte Anlage als eine technische Fehlkonstruktion erwies. Trotz eines Umbaus gelang es nicht, diese Mängel zu beseitigen und schon 1803 wurde der Betrieb wieder gänzlich eingestellt. Das Colloredo-Sudhaus war das letzte neu gebaute Sudhaus, bevor 1854 bis 1862 die Salinenanlage auf der Pernerinsel errichtet wurde, 1989 endete die ganze Salzgewinnung im Land Salzburg.
Nachdem es als Industriegebäude aufgegeben worden war, wurde es für Wohnzwecke adaptiert.

## Beschreibung
Das Gebäude ist heute ein zweigeschoßiger klassizistischer Bau, der eher der Typologie eines Schlosses entspricht. Am Frontispiz oberhalb des rotmarmornen Eingangsportals befindet sich das Wappen von Erzbischof Colloredo. An der Rückseite befinden sich zwei Türme. Das Haus wurde in den letzten Jahren restauriert und dient heute als Betriebsgebäude und Event-Location.